# Котляров Василь Васильович
Котляров Василь Васильович (нар. 29 липня 1986, Старокостянтинів, Хмельницька область) — український музикант, композитор, джазовий музикант, засновник та генеральний продюсер благодійного проекту "Амбасадор Дитинства", продюсер та соліст NewZCool. Кандидат наук у сфері продюсування та менеджменту шоубізнесу.

## Біографія
Народився  у сім'ї джазового музиканта та артистки балету. Закінчив Киïвську дитячу академįю мистецтв, естрадний факультет, по класу кларнет, саксофон.
Василь — перфекціоніст, тому в музичній тусовці його не випадково прозвали Napilnik, за наполегливий характер, цілеспрямованість, уміння досягти бажаного результату. За будь-яким успіхом артиста — роки становлення: бажання вчитися у найкращих, прагнення до професійного зростання, віра в себе і фанатичне відношення до справи. За цим стоїть величезна праця і, як правило, з дитинства
Василь з п'яти років на сцені. Сумлінне заняття музикою і хореографією забезпечили в 7 років першу серйозну перемогу в дитячому телевізійному, музичному конкурсі «Аріель». У Василя з'являється можливість навчатися в муз. школі для обдарованих дітей ім. Дунаєвського м. Москва, що і визначило успішний розвиток в кар'єрі юного музиканта.
У 11 років він стає студентом муз. ф-ту Київської Академії мистецтв, і солістом дитячого президентського джазового оркестру під керівництвом. В. І. Басюка "Litle band". Численні конкурси, фестивалі, концерти, гастролі по всьому світу, гідні і важливі перемоги, виховали в ньому якості лідера і почуття команди. Василь був першим хто закінчив Київський інститут музики імені Р. М. Глієра за спеціальністю "Естрадно джазовий кларнет".

### NewZCool
2000 рік: Василь разом з товаришем Дмитром Ступкою започатковує гурт New'Z'Cool. У 2002 році найкращий друг сім'ї, заслужений артист України П. М. Чорний знайомить Napilnika з групою «UGO». Ходять чутки про фарт Napilnika. Але це життєве кредо (вчитися у найкращих) — допомагає його творчості одержати підтримку, таких груп як: ВУЗВ, Сотжер, 4Kings тощо, що дає йому шанс співпрацювати з молодим, талановитим репером Потапом — наставником і першим продюсером проекту. В результаті NewZCool у 2006 р. випускає перший альбом — «Школа кости реп», і два кліпи — «Лазурное небо» і «Рыцари рифмы». Надалі запис пісень, зйомки кліпів, ротація їх на музичних каналах і радіостанціях; гастролі і тури по Україні, СНД, країнами Європи та США- цей колосальний успіх, закріпив популярність Napilnika. Молодий виконавець стає улюбленцем багатомільйонної аудиторії і кумиром юних прихильниць.
На початку повномасштабного вторгнення в Україну Василь стає внутрішньо переміщенною особою на Хмельниччину, де розпочинає волонтерську діяльність. У евакуаційному потязі на шляху до малої батьківщини, Василь стає свідком картини, що лягає в основу його діяльності на майбутні роки:
"... зовсім маленький хлопчик у вагоні загубив свою іграшку. Його мама намагалась його заспокоїти, але підійшла зовсім незнайома дівчинка і віддала йому свою іграшку, обняла, заспокоїла. Саме це стало для мене прикладом єднання, підтримки малечею один одного, навіть у такі скрутні часи."
Так виникла ідея створення громадської ініціативи у допомогу дітям-переселенцям, яка в майбутньому стала всеукраїнським благодійним проектом соціальної адаптації дітей "Амбасадор Дитинства". Мета ініціативи - допомога дітям та їх батькам до нових умов життя, необхідність збереження дитинства для малих українців. навіть у такі важкі часи. 

## Амбасадор дитинства
Перший захід майбутнього проекту відбувся у місті Камʼянець-Подільський вже за декілька днів від виникнення ідеї. Під назвою "Діти Дітям", який поклав початок всім мабутнім фестивалям.
На сьогоднішній день проведено більше ніж 20 благодійних заходів для дітей-переселенців і різних кутках України, які обʼєднали понад 121 000 дітей..
10 серпня 2024 року відбувся 21 благодійний фестиваль у замку Любарта у Луцьку, який встановив другий рекорди Книги рекордів України - «Фестиваль, який поспіль провів найбільше в Україні масштабних заходів у трьох фортецях України за один сезон» та зібрав на одному заході більше 16 000 людей. Перший рекорд “Наймасовіший благодійний дитячий захід у фортеці” було встановлено 1 червня 2023 року у фортеці Камʼянця-Подільського.
Василь Котляров є засновником творчої спілки "Зірковий Десант", яка підтримує благодійні ініціативи для дітей та переселенців.

## Наймолодший продюсер
Василь Котляров (Napilnik) за всю історію шоу-бізнесу є наймолодшим продюсером в Україні.
Не дивлячись на юний вік 17 років Napilnik у 2005 році створив проект під назвою гурту "Lil`дождь". У гурту "Lil`дождь" були виступи на Таврійських іграх та у Палаці Спорту в Києві. В ті роки гурт "Lil`дождь" був дуже популярним серед молоді. У 2007 році Василь Котляров продюсував гурт "Requisit", до якого потрапив один з учасників гурту "Lil`дождь".

## Нагороди
На благодійнойному фестивалі "Амбасадор Дитинства" у місті Камʼянець-Подільский Василя було нагороджено відзнакою президента України "За оборону України" від заступника голови Хмельницької обласної військової адміністрацї Володимира Юрʼєва.
У 2024 році Василя Котлярова було відзначено нагрудним знаком "За сприяння обороні Києва" від голови Київської міської адміністрації Віталія Кличка. 
На заході у місті Хмельницький, присвячений третій річниці благодійної ініціативи “Захисти Хмельниччину”, Василь Котляров отримав нагороду від Голови Хмельницької ОВА Сергія Тюріна “За наближення Перемоги”. 

## Інтереси
Як вже було сказано, Василь — перфекціоніст і бере від життя все! Цікавиться перш за все шоу-бізнесом, світовою музикою, реп-культурою, джазом. Серед музикантів особливо виділяє Чарлі Паркера, Джона Колтрейна. Василь Котляров є колекціонером джазової музики.

## Музична карʼєра
```
«Школа, кости, реп» (2006)
```

- ВУЗВ feat. XS - Штольня (саундтрек до к/ф "Штольня")
- ПОТАП & ДЯДЯ ВАДЯ & NAPILNIK - АРТАН (гімн Артан ГУР МО)
- NAPILNIK, Дядя Вадя, Олександр Педан, Dima PROKOPOV, Олександр Петрук - Хмельниччина (2025)